# وروچیو
وروچیو (به ایتالیایی: Verucchio) یک کومونه در ایتالیا است که در استان ریمینی واقع شده‌است.

## خصوصیات
وروچیو ۲۷ کیلومترمربع مساحت و ۹٬۳۶۵ نفر جمعیت دارد و ۳۳۰ متر بالاتر از سطح دریا واقع شده‌است.